# Salem (Schleswig-Holstein)
Pour les articles homonymes, voir Salem.
Salem est une commune allemande du Schleswig-Holstein, située dans l'arrondissement du duché de Lauenbourg (Kreis Herzogtum Lauenburg), à six kilomètres au sud-est de la ville de Ratzebourg, près du lac Schaal. Salem fait partie de l'Amt Lauenburgische Seen (« lacs lauenbourgeois ») qui regroupe 25 communes autour de Ratzebourg.